# حصار بلغراد (1456)
حصار بلغراد أو معركة بلغراد عام 1456م، بعد فتح القسطنطينية، توجه السلطان محمد الفاتح لفتح مدينة بلغراد التي كانت تحت مملكة المجر، واستمر الحصار من 4 يوليو إلى 22 يوليو. وتلك هي المحاولة الثانية للدولة العثمانية لفتح بلغراد، وكان السلطان العثماني مراد الثاني هو من قام بالحصار الأول لبلغراد عام 1440م.

## انسحاب العثمانيين
تحول الحصار في النهاية إلى حرب كبرى نتيجة الهجوم المضاد المفاجئ الذي قام به يوحنا هونياد على معسكر الجيش العثماني، مما اضطر السلطان محمد الفاتح إلى رفع الحصار والعودة. وفي تلك الأثناء توفي يوحنا هونياد، الذي أصيب بالطاعون في المعسكر المجري، بعد ثلاثة أسابيع من الحرب.